# 恰巴内
恰巴内是位於烏克蘭北部的市級鎮，由基辅州法斯蒂夫區的恰巴內市鎮負責管轄，並為該市鎮的行政中心。該鎮距離首都基輔3公里，始建於1670年，面積11.2平方公里，2011年人口3,699，人口密度每平方公里330人。

## 畫廊

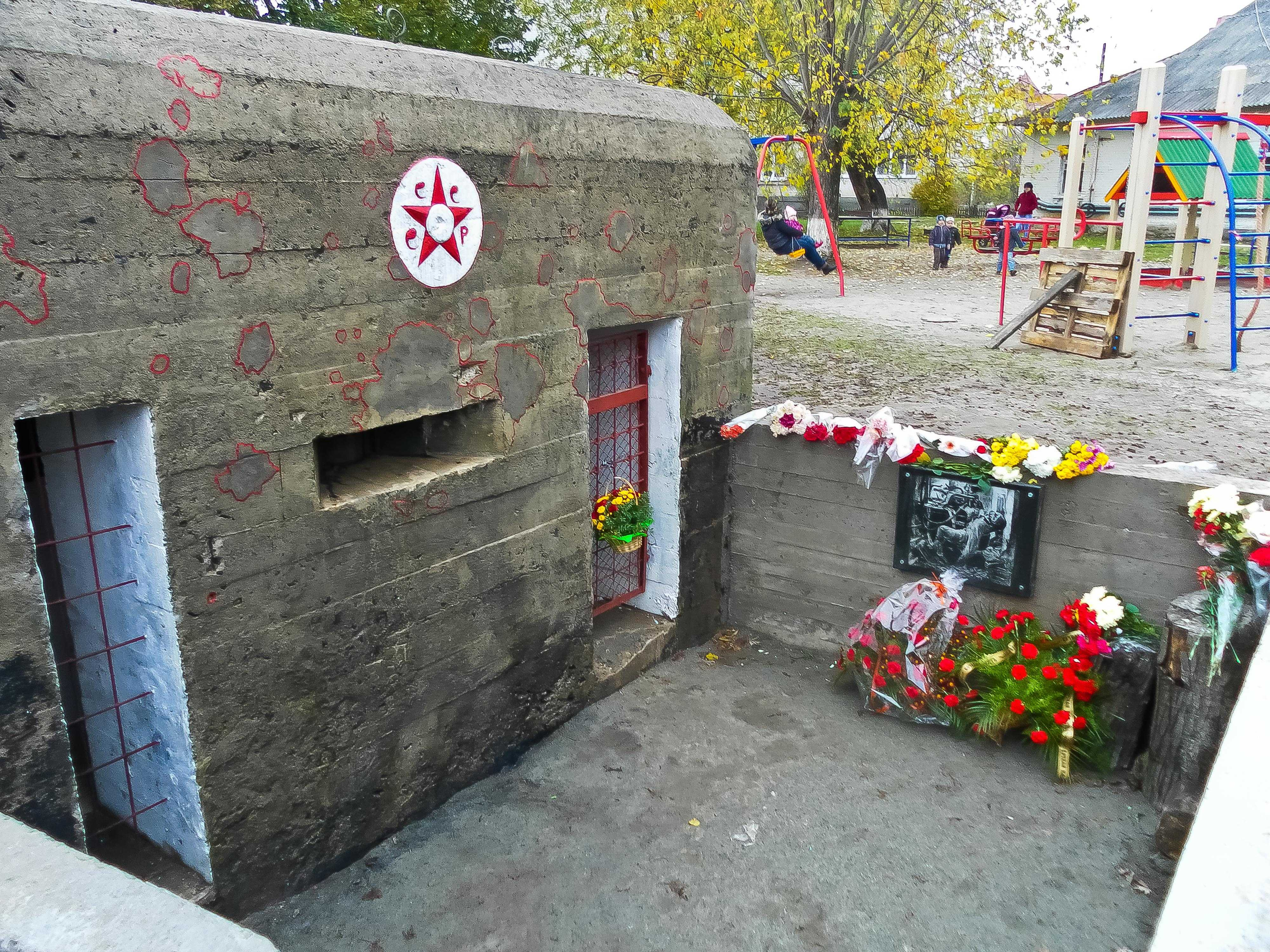
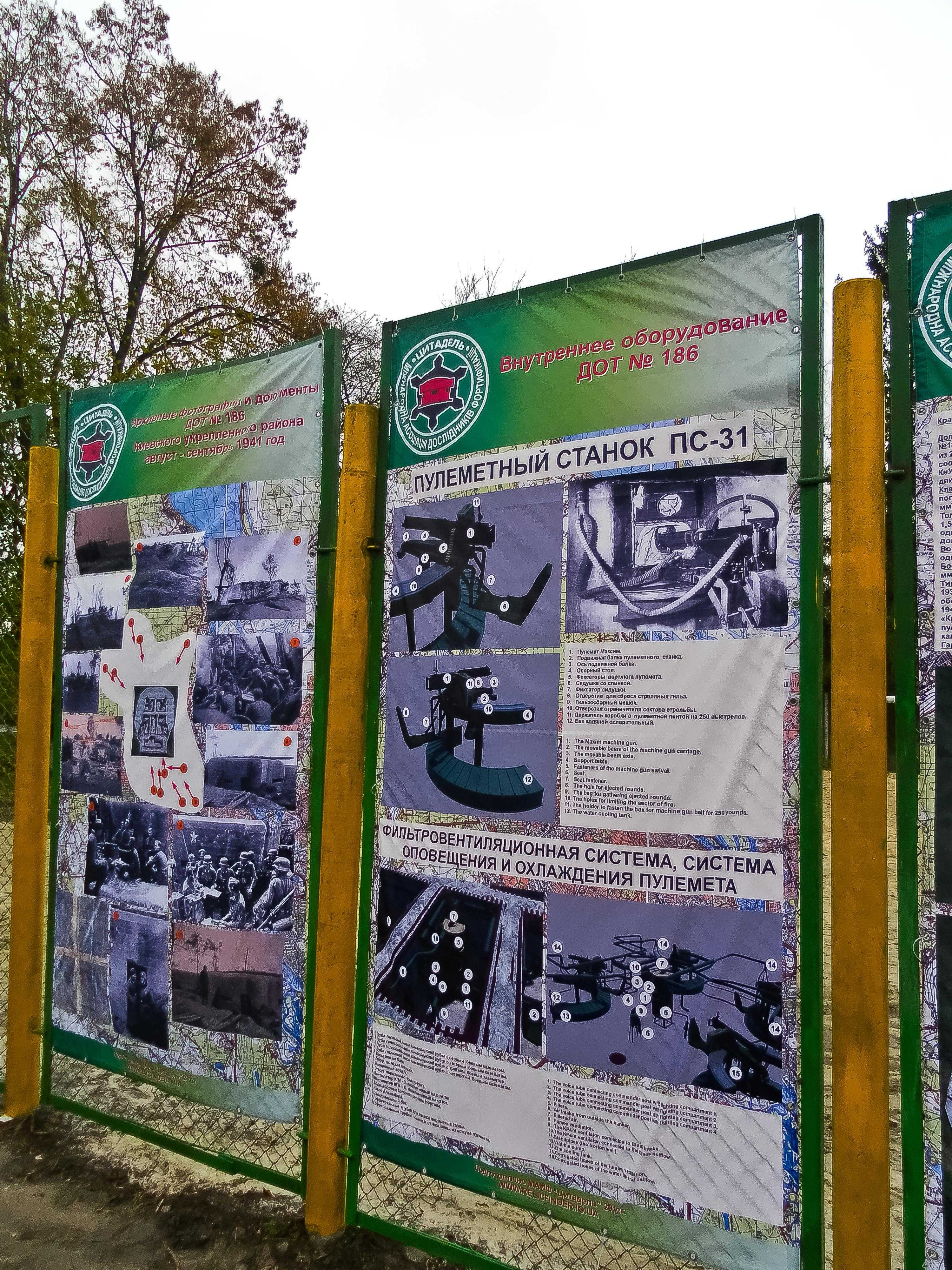
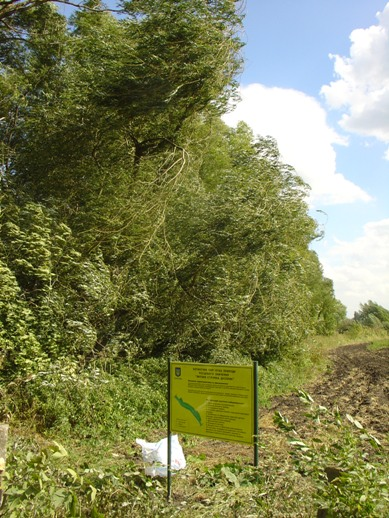